# Еквадор на Светском првенству у атлетици у дворани
Еквадор је до сада четири пута учествовао на Светским првенствима у дворани. Девитовао је на 5. Светском првенству 1987. у Индијанаполису.
Светска првенства у атлетици у дворани одржавају се сваке две године од првог одржаног 1987, а Еквадор је учествовао само на неким од њих.
На светским првенствима у дворани Еквадор није освајао медаље, тако да се после Светског првенства 2016. налази у групи земаља иза 83. места земаља које су освајале медаље. Исто тако спортисти Еквадора никад нису били финалисти неке од дисциплина (првих 8 места), па никад нису били ни на табелама успешности појединих првенстава.
| Место | СП у дворани |   |   |   |   |
| =<84  | Еквадор      | 0 | 0 | 0 | 0 |

## Освајачи медаља на светским првенствима у дворани
Нису освајане медаље

## Учешће и освојене медаље Еквадора на светским првенствима у дворани
| Учешће и освојене медаље Еквадора на СП | Учешће и освојене медаље Еквадора на СП | Учешће и освојене медаље Еквадора на СП | Учешће и освојене медаље Еквадора на СП | Учешће и освојене медаље Еквадора на СП | Учешће и освојене медаље Еквадора на СП | Учешће и освојене медаље Еквадора на СП | Учешће и освојене медаље Еквадора на СП | Учешће и освојене медаље Еквадора на СП | Учешће и освојене медаље Еквадора на СП | Учешће и освојене медаље Еквадора на СП | Учешће и освојене медаље Еквадора на СП | Учешће и освојене медаље Еквадора на СП | Учешће и освојене медаље Еквадора на СП | Учешће и освојене медаље Еквадора на СП | Учешће и освојене медаље Еквадора на СП | Учешће и освојене медаље Еквадора на СП |                 |
| СП                                      | Учесника                                | Муш.                                    | Жене                                    | дисц.                                   |                                         |                                         |                                         |                                         | Пласман                                 | 4.М                                     | 5.М                                     | 6.М                                     | 7.М                                     | 8.М                                     | УК фин.                                 | Пл.ТУ                                   | Детаљи          |
| --------------------------------------- | --------------------------------------- | --------------------------------------- | --------------------------------------- | --------------------------------------- | --------------------------------------- | --------------------------------------- | --------------------------------------- | --------------------------------------- | --------------------------------------- | --------------------------------------- | --------------------------------------- | --------------------------------------- | --------------------------------------- | --------------------------------------- | --------------------------------------- | --------------------------------------- | --------------- |
| 1987. Индијанаполис                     | 2                                       | 1                                       | 1                                       | 2                                       | 0                                       | 0                                       | 0                                       | 0                                       | -                                       | 0                                       | 0                                       | 0                                       | 0                                       | 0                                       | 0                                       | 0                                       | [ 1 ]           |
| 1989. Будимпешта                        | Није учествовао                         | Није учествовао                         | Није учествовао                         | Није учествовао                         | Није учествовао                         | Није учествовао                         | Није учествовао                         | Није учествовао                         | Није учествовао                         | Није учествовао                         | Није учествовао                         | Није учествовао                         | Није учествовао                         | Није учествовао                         | Није учествовао                         | Није учествовао                         | Није учествовао |
| 1991. Севиља                            | 2                                       | 1                                       | 1                                       | 2                                       | 0                                       | 0                                       | 0                                       | 0                                       | -                                       | 0                                       | 0                                       | 0                                       | 0                                       | 0                                       | 0                                       | 0                                       | [ 2 ]           |
| 1993 — 2010.                            | Није учествовао                         | Није учествовао                         | Није учествовао                         | Није учествовао                         | Није учествовао                         | Није учествовао                         | Није учествовао                         | Није учествовао                         | Није учествовао                         | Није учествовао                         | Није учествовао                         | Није учествовао                         | Није учествовао                         | Није учествовао                         | Није учествовао                         | Није учествовао                         | Није учествовао |
| 2012. Истанбул                          | 1                                       | 1                                       | 0                                       | 1                                       | 0                                       | 0                                       | 0                                       | 0                                       | -                                       | 0                                       | 0                                       | 0                                       | 0                                       | 0                                       | 0                                       | 0                                       | [ 3 ]           |
| 2014. Сопот                             | Није учествовао                         | Није учествовао                         | Није учествовао                         | Није учествовао                         | Није учествовао                         | Није учествовао                         | Није учествовао                         | Није учествовао                         | Није учествовао                         | Није учествовао                         | Није учествовао                         | Није учествовао                         | Није учествовао                         | Није учествовао                         | Није учествовао                         | Није учествовао                         | Није учествовао |
| 2016. Портланд                          | 1                                       | 0                                       | 1                                       | 1                                       | 0                                       | 0                                       | 0                                       | 0                                       | -                                       | 0                                       | 0                                       | 0                                       | 0                                       | 0                                       | 0                                       | 0                                       | [ 4 ]           |
| 2018. Бирмингем                         | Није учествовао                         | Није учествовао                         | Није учествовао                         | Није учествовао                         | Није учествовао                         | Није учествовао                         | Није учествовао                         | Није учествовао                         | Није учествовао                         | Није учествовао                         | Није учествовао                         | Није учествовао                         | Није учествовао                         | Није учествовао                         | Није учествовао                         | Није учествовао                         | Није учествовао |
| Укупно 4 (17)                           | 6                                       | 3                                       | 3                                       |                                         | 0                                       | 0                                       | 0                                       | 0                                       | -                                       | 0                                       | 0                                       | 0                                       | 0                                       | 0                                       | 0                                       | 0                                       |                 |

## Преглед учешћа спортиста Еквадора и освојених медаља по дисциплинама на СП у дворани
Стање после СП 2016.
| Дисциплина          | Период | Период   | Укупно | Мушки | Жене |   |   |   |   |
| Дисциплина          | Прво   | Последње | Укупно | Мушки | Жене |   |   |   |   |
| ------------------- | ------ | -------- | ------ | ----- | ---- | - | - | - | - |
| 60 м                | 2016   | 2016     | 1      | 0     | 1    | 0 | 0 | 0 | 0 |
| 400 м               | 1987   | 1987     | 1      | 0     | 1    | 0 | 0 | 0 | 0 |
| Скок увис           | 2012   | 2012     | 1      | 1     | 0    | 0 | 0 | 0 | 0 |
| Троскок             | 1987   | 1987     | 1      | 1     | 0    | 0 | 0 | 0 | 0 |
| Ходање 3.000 метара | 1991   | 1991     | 1      | 0     | 1    | 0 | 0 | 0 | 0 |
| Ходање 5.000 метара | 1991   | 1991     | 1      | 1     | 0    | 0 | 0 | 0 | 0 |
| Укупно (6)          |        |          | 6      | 3     | 3    | 0 | 0 | 0 | 0 |

## Јужноамерички рекорди еквадорских спортиста на аветским првенствима у дворани
| Дисцилина           | Нови рекорд | Атлетича/ка    | Датум, Место        | Стари рекорд | Атлетича/ка  | Датум, Место       |
| ------------------- | ----------- | -------------- | ------------------- | ------------ | ------------ | ------------------ |
| Ходање 3.000 метара | 13:25,13    | Мирјам Рамон   | 8. 3. 1991. Севиља  |              |              |                    |
| Ходање 3.000 метара | 13:24,95    | Мирјам Рамон   | 9. 3. 1991. Севиља  | 13:25,13     | Мирјам Рамон | 8. 3. 1991. Севиља |
| Ходање 5.000 метара | 20:19,91    | Џеферсон Перез | 19. 3. 1991. Севиља |              |              |                    |

## Национални рекорди постигнути на светским првенствима у дворани
| Дисцилина           | Нови рекорд | Атлетича/ка       | Датум, Место              | Стари рекорд | Атлетича/ка    | Датум, Место       |
| ------------------- | ----------- | ----------------- | ------------------------- | ------------ | -------------- | ------------------ |
| Троскок             | 14,77       | Хосе Кињалиса     | 6. 3. 1987. Индијанаполис |              |                |                    |
| Трка на 400 метара  | 59,02       | Адријана Мартинез | 6. 3. 1987. Индијанаполис |              |                |                    |
| Ходање 3.000 метара | 13:25,13    | Мирјам Рамон      | 8. 3. 1991. Севиља        |              |                |                    |
| Ходање 3.000 метара | 13:24,95    | Мирјам Рамон      | 9. 3. 1991. Севиља        | 13:25,13     | Мирјам Рамон   | 8. 3. 1991. Севиља |
| Ходање 5.000 метара | 20:19,91    | Џеферсон Перез    | 19. 3. 1991. Севиља       |              |                |                    |
| Трка на 60 метара   | 7,21        | Анхела Тенорио    | 19. 3. 2016. Портланд     | 7,73         | Ненси Валесиља | 16. 1. 1988 Мајнц  |

## Занимљивости
- Најмлађи учесник: Џеферсон Перез, 26 год, 243 дана (1991)
- Најстарији учесник: Хосе Кињалиса, 25 год, 227 дана (2012)
- Највише учешћа:  6  сви по једанпут
- Најбоље пласирани атлетичар: Џеферсон Перез 10. место (1991)
- Најбоље пласирана атлетичарка: Мирјам Рамон 10. место (1991)
- Прва медаља: није освојена медаља
- Прва златна медаља: –
- Највише медаља:  –
- Најбољи пласман Еквадора:  –